# Japalura makii
Espèce
Japalura makii est une espèce de sauriens de la famille des Agamidae.

## Répartition
Cette espèce est endémique de Taïwan.

## Étymologie
Cette espèce est nommée en l'honneur de Moichirō Maki.

## Publication originale
- Ota, 1989 : A new species of Japalura (Agamidae:Lacertilia:Reptilia) from Taiwan. Copeia, vol. 1989, no 3, p. 569-576.